# Motte den Dulft

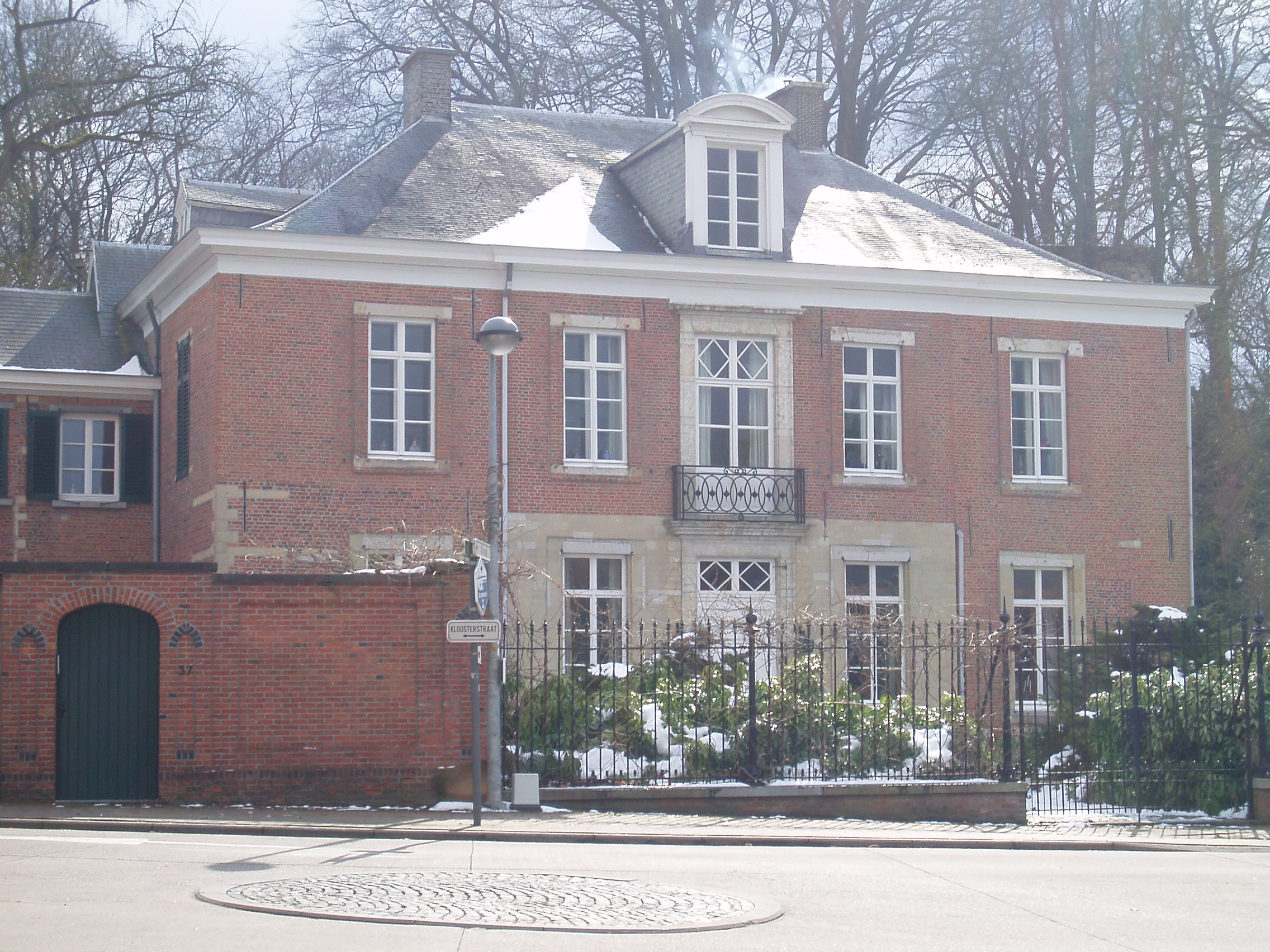
Kasteel Dulft

Motte den Dulft is een motte in Bornem. Ze is gelegen in de Kloosterstraat, nabij de Sint-Bernardusabdij.

## Achtergrond
De geschiedenis van deze motte gaat mogelijk terug tot de Gallo-Romeinse periode of de Frankische tijd. De huidige motte is een restant van een vroeger omgracht geheel, dat onderdeel was van een ruimer verdedigingssysteem van Bornem. Vroeger stond er een donjon op, met daarnaast een woning. De donjon werd afgebroken in 1737 en de overige gebouwen werden in 1798 tijdens de Boerenkrijg platgebrand. Enkel de oorspronkelijke heuvel bleef nog bewaard. Alle overige elementen zijn van latere datum. De huidige toren werd opgericht in 1802. Hij is gebouwd in zandsteen, met een traptorentje in baksteen en is 12m hoog. Volgens een kadasterkaart uit circa 1860 werd hij gebouwd als observatorium. Op de heuvel groeien struiken en bomen, waardoor de toren moeilijk zichtbaar is. Het domein is niet toegankelijk voor bezoekers.
De naam “den Dulft” werd waarschijnlijk afgeleid van de familie Van der Delft. In de 14e eeuw was deze eigenaar van het domein.
Naast de motte ligt het zogenaamde kasteel Dulft.

## Kasteel Dulft
Kasteel Dulft is een classicistische herenwoning, gelegen naast de motte. Oorspronkelijk hoorde de woning bij de motte, maar het huidige gebouw is van latere datum. In 1355 was er voor het eerst sprake van de woning; toen was het een hoeve. In de 17e eeuw is er sprake van een herenwoning. Tijdens de Boerenkrijg in 1798 werd ook deze woning vernield. Zoals de mottetoren, werd ook het huidige kasteel Dulft opgetrokken in 1802. Het is een vrijstaande woning met bakstenen lijstgevel. Het gebouw heeft vijf traveeën en twee bouwlagen met middenrisaliet en met een schilddak. Links staat een L-vormig bijgebouw, vermoedelijk het voormalige koetshuis.

## Bescherming
De motte werd in 1978 beschermd als monument en als onderdeel van een beschermd landschap. Kasteel Dulft werd in 1978 beschermd als onderdeel van het landschap.